# Coblence-Metternich

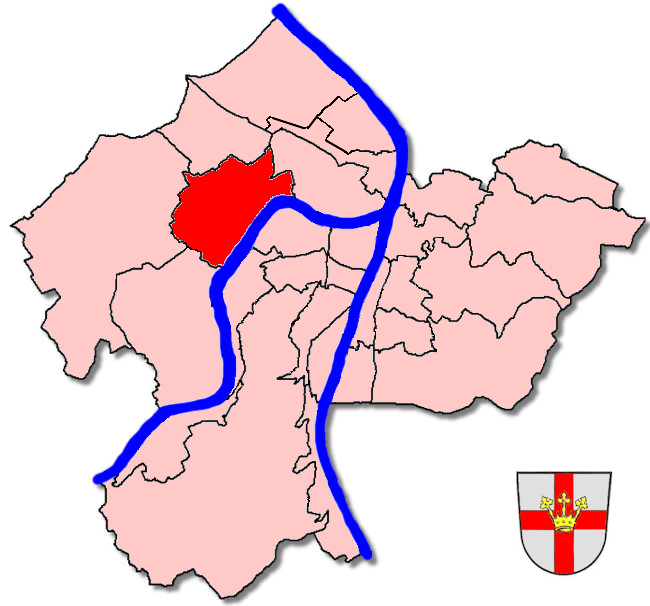
Carte indiquant Coblence-Metternich

Metternich est un quartier de Coblence et est situé directement sur la Moselle entre les quartiers voisins de Lützel, Bubenheim, Rübenach et Güls. 
Le village a été incorporé à Coblence en 1937. Le point de repère de Metternich est la chouette de Metternich sur le Kimmelberg, un monument aux morts de l'époque prussienne, qui représente en fait un aigle assis, mais qui de loin ressemble assez à un hibou. Metternich est divisé en deux paroisses catholiques St. Johannes et St. Konrad. Il y a aussi une église évangélique. 
C'est ici que se trouvent le campus de l'université de Coblence-Landau, l'hôpital central de la Bundeswehr de Coblence et la réserve naturelle de l'ère glaciaire LoessProfil.